# المحطة (المخادر)

تعديل مصدري - تعديل

المحطة محلة تابعة لقرية العارضة القديمة، التابعة لعزلة السحول بمديرية المخادر إحدى مديريات محافظة إب في الجمهورية اليمنية، بلغ تعداد سكانها 104 حسب تعداد اليمن لعام 2004.